# Sundwiger Mühle
Die Sundwiger Mühle (auch Alberts’ Mühle) ist die letzte noch in Betrieb befindliche Wassermühle im Märkischen Kreis. Sie befindet sich im Hemeraner Stadtteil Sundwig im Norden des Sauerlandes.
Das Wasser des Sundwiger Baches, das über einen Mühlteich in die Mühle geleitet wird, treibt seit 1958 über eine Wasserturbine mit einer Leistung von 16 PS die Mühle bei ausreichendem Wasserstand an. Reicht das Wasser nicht aus, erfolgt der Betrieb durch einen Elektromotor. Bis 1957 wurde die Mühle mit einem oberschlächtigen Wasserrad, das sich im Gebäude befand, betrieben.
Wohn- und Wirtschaftsgebäude, die Mühle und der Mühlenbremsfahrstuhl stehen seit 1995 unter Denkmalschutz. 270 Tonnen Mehl werden heute noch jährlich produziert.

## Geschichte
Erbaut wurde die Wassermühle in den Jahren 1865 bis 1868 von Johannes Peter Alberts aus Alfrin bei Herscheid (* 29. April 1829, † 10. Mai 1892). Sie liegt zum Teil auf Restmauern einer Getreidemühle, die Mühlenbauer Johann Hermann Stindt aus Niederhemer im Auftrag von Johann Gottfried Wilhelm Renzing (* 15. Juni 1784, † 4. Mai 1856) an dieser Stelle errichtet hatte. Die Errichtung der Getreidemühle wurde beim Hemeraner Bürgermeister Friedrich von der Becke am 4. Oktober 1811 angemeldet. Dies war möglich geworden, da mit der Einführung der Gewerbefreiheit auch das Bannrecht des Mühlenzwanges 1810 aufgehoben wurde.
Die Inbetriebnahme der Getreidemühle erfolgte am 9. August 1816 mit einem Mahlgang.

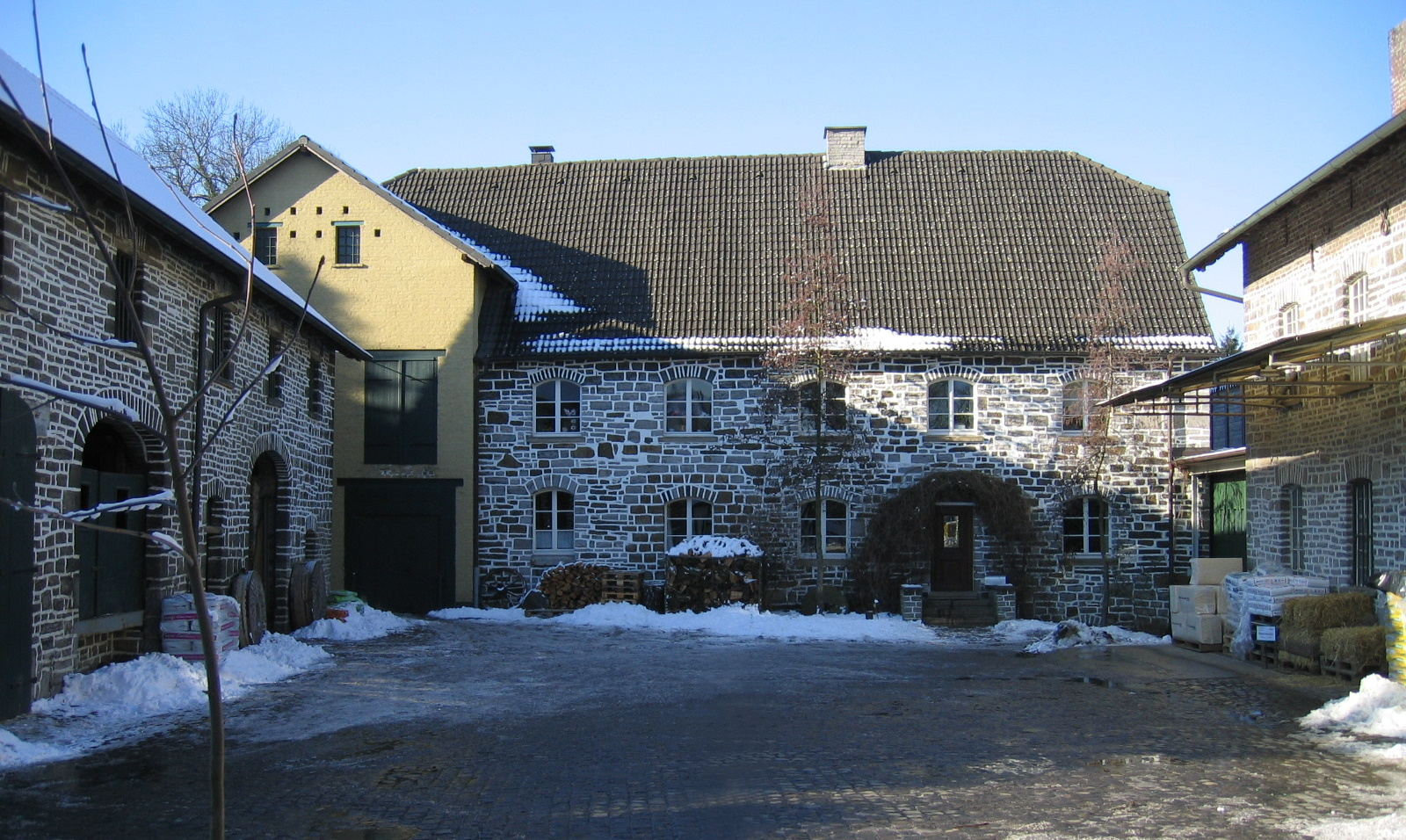
Hofansicht

Ebenfalls in den Jahren 1865 bis 1868 entstand auch ein durch Wasserkraft mechanisch betriebener Mühlenbremsfahrstuhl, der zum Transport der schweren Getreidesäcke über drei Etagen diente und heute noch in Betrieb ist. Das heutige Wohnhaus des Ensembles Alberts’ Mühle wurde 1810 von Johann Gottfried Wilhelm Renzing (* 15. Juni 1784, † 4. Mai 1856) als Westfälisches Bauernhaus mit Deele und Stallungen erbaut. 1893 wurde das Bauernhaus zum Wohnhaus umgebaut. Im gleichen Jahr entstand auch das dreistöckige Lager an der Mühle. Bis 1921 wurde im Keller der Mühle im Holzbackofen gebacken. 1938 erfolgte ein grundlegender Umbau. Die Königswelle und das System mit vier Mahlgängen wurden erneuert. Gemahlen wurde nun mit einem einfachen Walzenstuhl, einem Doppelwalzenstuhl und einem Steinmahlgang (Durchmesser 1,40 m). 1952 ersetzte man den einfachen Walzenstuhl durch einen Doppelwalzenstuhl.
Seit 2004 gibt es an der Mühle wieder Brot aus dem Holzofen. Gebacken wird dies jedoch nicht mehr im Mühlenkeller, sondern in einem 2003 in Fachwerk errichteten kleinen Backhaus neben dem Mühlteich.
Die erste Eintragung in das Handelsregister erfolgte als J. P. Alberts in den 1860er Jahren. Die Abkürzungen standen für Johannes Peter.